# Naval Strike Missile
NSM (Naval Strike Missile) — противокорабельная ракета, разработанная норвежской фирмой Kongsberg Defence & Aerospace на замену ракеты Penguin. Имеет возможность применения по наземным целям. Контракт на выпуск первых ракет был заключён в июне 2007 года. Ракеты NSM выбраны Норвежскими королевскими ВМС для вооружения фрегатов типа «Фритьоф Нансен» и ракетных катеров типа «Скьольд». В декабре 2008 года было объявлено о закупке этих ракет Польшей для комплексов береговой обороны. Ракета выполнена из композитных материалов, при подлёте к цели может выполнять противозенитные манёвры и ставить радиоэлектронные помехи, что осложняет её перехват средствами ПВО.

## Конструкция

Эскиз противокорабельной ракеты NSM

NSM — двухступенчатая ракета, выполнена по нормальной аэродинамической схеме. Имеет самолётное крыло и Х-образные стабилизаторы. В качестве стартового ускорителя используется РДТТ. Маршевый двигатель — турбореактивный TRI-40 фирмы Microturbo. Ракета оснащена матричной ИК ГСН с базой данных целей. Управление на маршевом участке осуществляется ИНС с коррекцией по сигналам системы GPS. Ракета размещается в контейнере 4 х 0,81 × 0,8 м. Снаряжённая масса контейнера — 710 кг. Время между плановыми осмотрами три года, между капитальными ремонтами (англ. overhauls) — 5-10 лет. Планируемое время эксплуатации ракет 30 лет.

## Модификации
Joint Strike Missile (JSM) — авиационный вариант ракеты NSM. В рамках сотрудничества с компанией Lockheed Martin данная модификация разрабатывается для вооружение истребителей F-35. Ракета будет размещаться на внешней или внутренней подвеске, иметь двухстороннюю линию связи и обладать большей дальностью (150 морских миль или 280 км). Ракета будет применяться против кораблей и наземных целей. В апреле 2009 года было заявлено о заключении 18-месячного контракта на первый этап разработки ракеты JSM.

## Тактико-технические характеристики
| ТТХ                        | NSM                                    |
| -------------------------- | -------------------------------------- |
| Год принятия на вооружение | 2007                                   |
| Носитель                   | корабль БПРК                           |
| Длина, м                   | 3,96                                   |
| Размах крыла, м            | 1,4                                    |
| Масса c ускорителем, кг    | 407                                    |
| Масса без ускорителя, кг   | 344                                    |
| Скорость полёта, число М   | 0,95                                   |
| дальность пуска            | минимальная 3 км максимальная — 185 км |
| Ускоритель                 | РДТТ                                   |
| Двигатель                  | ТРД Microturbo TRI-40                  |
| Боевая часть (масса)       | многовариантный подрыв (120 кг)        |

## На вооружении
- Польша 48 заказано для БПРК[6]
- США 1250 ракет планируется заказать в 2023 году[7]